# Polly Moran
Polly Moran (ur. 28 czerwca 1883, zm. 25 stycznia 1952) – amerykańska aktorka i komik.

## Wybrana filmografia
- 1915: A Rascal's Foolish Way
- 1917: His Naughty Thought
- 1927: Demon cyrku jako Gospodyni
- 1927: Londyn po północy – Panna Smithson
- 1928: Boska kobieta – Pani Pigonier
- 1929: Hollywood Revue – ona sama
- 1931: It's a Wise Child jako Bertha
- 1933: Alicja w Krainie Czarów – Ptak Dodo
- 1939: Ambush jako Cora
- 1949: Żebro Adama – Pani McGrath
- 1950: The Yellow Cab Man jako Matka Bride'a

## Wyróżnienia
Posiada swoją gwiazdę na Hollywoodzkiej Alei Gwiazd